# Lijst van gemeentelijke monumenten in Sittard
De stad Sittard heeft 123 gemeentelijke monumenten, hieronder een overzicht.

## Baandert
De wijk Baandert kent 2 gemeentelijke monumenten:
| Object                                       | Bouwjaar                                | Architect | Locatie            | Coördinaten                 | Nr.        | Afbeelding                                   |
| -------------------------------------------- | --------------------------------------- | --------- | ------------------ | --------------------------- | ---------- | -------------------------------------------- |
| Kantoor / voormalige onderwijzerswoning      | ca. 1930                                |           | Baandert 1A        | 51° 0' 6" NB, 5° 52' 20" OL | 1883/GM185 | Upload foto                                  |
| Voormalig schoolgebouw, thans Poppodium Volt | 1918 met uitbreidingen uit 1921 en 1938 |           | Odasingel 88 en 90 | 51° 0' 3" NB, 5° 52' 21" OL | 1883/GM186 | Voormalig schoolgebouw, thans Poppodium Volt |

## Broeksittard
De wijk Broeksittard kent 7 gemeentelijke monumenten:
| Object                             | Bouwjaar                                                 | Architect     | Locatie                     | Coördinaten                  | Nr.        | Afbeelding                         |
| ---------------------------------- | -------------------------------------------------------- | ------------- | --------------------------- | ---------------------------- | ---------- | ---------------------------------- |
| Vakwerkboerderij                   | XVIII                                                    |               | Aan het Broek 3             | 51° 0' 18" NB, 5° 53' 34" OL | 1883/GM124 | Upload foto                        |
| Voormalige school/gemeentehuis     | 1862 met later toegevoegde Jugendstil-elementen uit 1913 |               | Achter de Kerk 11, 13 en 15 | 51° 0' 13" NB, 5° 53' 37" OL | 1883/GM125 | Upload foto                        |
| Woonhuis                           | XVIII (woonhuis) en XIX (schuur)                         |               | Dorpstraat 2                | 51° 0' 11" NB, 5° 53' 30" OL | 1883/GM025 | Woonhuis                           |
| Woonhuis                           | 1922                                                     |               | Dorpstraat 16               | 51° 0' 9" NB, 5° 53' 36" OL  | 1883/GM026 | Upload foto                        |
| Voormalige boerderij               | 1834 (waarschijnlijk met oudere kern)                    |               | Dorpstraat 29               | 51° 0' 8" NB, 5° 53' 39" OL  | 1883/GM027 | Upload foto                        |
| Woonhuis                           | ca. 1905                                                 |               | Weidom 1                    | 51° 0' 10" NB, 5° 53' 29" OL | 1883/GM234 | Woonhuis                           |
| Missiehuis O.L.V. van de Apostelen | 1936                                                     | J.J. Wielders | Weidom 12                   | 51° 0' 8" NB, 5° 53' 29" OL  | 1883/GM235 | Missiehuis O.L.V. van de Apostelen |

## Kollenberg-Park Leyenbroek
De wijk Kollenberg-Park Leyenbroek kent 18 gemeentelijke monumenten:
| Object                        | Bouwjaar  | Architect                                          | Locatie                                             | Coördinaten                   | Nr.        | Afbeelding  |
| ----------------------------- | --------- | -------------------------------------------------- | --------------------------------------------------- | ----------------------------- | ---------- | ----------- |
| Woonhuis                      | 1932      | W.P.W. Schelberg                                   | Beukenlaan 3                                        | 50° 59' 43" NB, 5° 51' 53" OL | 1883/GM127 | Upload foto |
| Kazemat                       | 1938-1939 |                                                    | Breijhaag 1A                                        | 50° 58' 55" NB, 5° 52' 11" OL | 1883/GM050 | Upload foto |
| Woonhuizen                    | 1936      | J. Gärtner                                         | Gouverneur van Hövellstraat 10 en 12                | 50° 59' 44" NB, 5° 51' 54" OL | 1883/GM136 | Upload foto |
| Woonhuis                      | 1932      | W.P.W. Schelberg                                   | Gouverneur van Hövellstraat 14                      | 50° 59' 44" NB, 5° 51' 53" OL | 1883/GM137 | Upload foto |
| Woonhuis                      | 1927      | Architectenbureau Thunnissen & Hendrickx, Den Haag | Jubileumstraat 2                                    | 50° 59' 42" NB, 5° 51' 57" OL | 1883/GM016 | Upload foto |
| Brug over de Molenbeek        | XXa       |                                                    | Kastanjelaan bij 4                                  | 50° 59' 45" NB, 5° 52' 1" OL  | 1883/GM138 | Upload foto |
| Brug over de Molenbeek        | XXa       |                                                    | Kastanjelaan bij 6                                  | 50° 59' 44" NB, 5° 52' 0" OL  | 1883/GM139 | Upload foto |
| Brug over de Molenbeek        | XXa       |                                                    | Kastanjelaan bij 8                                  | 50° 59' 44" NB, 5° 51' 59" OL | 1883/GM140 | Upload foto |
| Brug over de Molenbeek        | XXa       |                                                    | Kastanjelaan bij 10                                 | 50° 59' 43" NB, 5° 51' 58" OL | 1883/GM141 | Upload foto |
| Brug over de Molenbeek        | XXa       |                                                    | Kastanjelaan bij 14                                 | 50° 59' 43" NB, 5° 51' 57" OL | 1883/GM142 | Upload foto |
| Brug over de Molenbeek        | XXa       |                                                    | Kastanjelaan bij 16                                 | 50° 59' 42" NB, 5° 51' 57" OL | 1883/GM143 | Upload foto |
| Brug over de Molenbeek        | XXa       |                                                    | Kastanjelaan, kruising Beukenlaan en Jubileumstraat | 50° 59' 42" NB, 5° 51' 54" OL | 1883/GM144 | Upload foto |
| Brug over de Molenbeek        | XXa       |                                                    | Agricolastraat bij 73                               | 50° 59' 39" NB, 5° 51' 49" OL | 1883/GM145 | Upload foto |
| Woonhuis                      | 1932-1933 | A.J.N Boosten                                      | Kastanjelaan 25                                     | 50° 59' 41" NB, 5° 51' 52" OL | 1883/GM146 | Upload foto |
| Bezinningshuis Regina Carmeli | 1925      |                                                    | Kollenberg 2                                        | 50° 59' 43" NB, 5° 52' 29" OL | 1883/GM154 | Upload foto |
| Woonhuis                      | ca. 1934  | W.P.W. Schelberg (waarschijnlijk)                  | Leyenbroekweg 50                                    | 50° 59' 38" NB, 5° 52' 17" OL | 1883/GM155 | Upload foto |
| Woonhuis                      | 1935      | J. Gärtner                                         | Leyenbroekweg 94                                    | 50° 59' 30" NB, 5° 52' 11" OL | 1883/GM156 | Upload foto |
| Kazemat                       | 1938-1939 |                                                    | Oude Heerlenerweg bij 45A                           | 50° 58' 54" NB, 5° 52' 5" OL  | 1883/GM187 | Upload foto |

## Limbrichterveld
De wijk Limbrichterveld kent 1 gemeentelijk monument:
| Object         | Bouwjaar | Architect | Locatie            | Coördinaten                  | Nr.        | Afbeelding  |
| -------------- | -------- | --------- | ------------------ | ---------------------------- | ---------- | ----------- |
| Spoorwegtunnel | XXa      |           | Tunnelstraat bij 1 | 51° 0' 21" NB, 5° 51' 37" OL | 1883/GM228 | Upload foto |

## Ophoven
De wijk Ophoven kent 9 gemeentelijke monumenten:
| Object                                              | Bouwjaar | Architect        | Locatie                  | Coördinaten                   | Nr.        | Afbeelding  |
| --------------------------------------------------- | -------- | ---------------- | ------------------------ | ----------------------------- | ---------- | ----------- |
| Woonhuis                                            | 1935     | J.J. Wielders    | Kleine Steeg 5           | 50° 59' 50" NB, 5° 51' 46" OL | 1883/GM149 | Upload foto |
| Woonhuis                                            | 1922     | W.P.W. Schelberg | Molenweg 54              | 50° 59' 17" NB, 5° 51' 45" OL | 1883/GM184 | Upload foto |
| Voormalig bankgebouw                                | 1930     |                  | Parklaan 6 en 8          | 50° 59' 49" NB, 5° 51' 53" OL | 1883/GM194 | Upload foto |
| Woonhuis                                            | ca. 1927 |                  | Parklaan 22              | 50° 59' 46" NB, 5° 51' 51" OL | 1883/GM195 | Upload foto |
| Woonhuis                                            | ca. 1925 |                  | Parklaan 36              | 50° 59' 42" NB, 5° 51' 47" OL | 1883/GM196 | Upload foto |
| Voormalig woonhuis "Van Pelt" / thans appartementen | 1960     | J.C. Rietveld    | Rijksweg Zuid 22+22a+22b | 50° 59' 50" NB, 5° 51' 43" OL | 1883/GM210 | Upload foto |
| Voormalige ambachtsschool (Pastoor Jacobs)          | 1918     | J. Beurskens     | Rijksweg Zuid 70         | 50° 59' 43" NB, 5° 51' 35" OL | 1883/GM216 | Upload foto |
| Boerderij                                           | 1895     |                  | Rijksweg Zuid 97         | 50° 59' 44" NB, 5° 51' 33" OL | 1883/GM217 | Upload foto |
| Woonhuis                                            | ca. 1925 |                  | Rijksweg Zuid 99         | 50° 59' 43" NB, 5° 51' 32" OL | 1883/GM218 | Upload foto |

## Overhoven
De wijk Overhoven kent 2 gemeentelijke monumenten:
| Object    | Bouwjaar  | Architect | Locatie            | Coördinaten                  | Nr.        | Afbeelding  |
| --------- | --------- | --------- | ------------------ | ---------------------------- | ---------- | ----------- |
| Boerderij | XVIII     |           | Millenerweg 3      | 51° 1' 11" NB, 5° 51' 54" OL | 1883/GM182 | Upload foto |
| Kazemat   | 1938-1939 |           | Millenerweg bij 27 | 51° 1' 24" NB, 5° 52' 14" OL | 1883/GM183 | Upload foto |

## Sittard-Centrum
De wijk Sittard-Centrum kent 77 gemeentelijke monumenten:
| Object                                                                                        | Bouwjaar                               | Architect                                                                 | Locatie                                            | Coördinaten                   | Nr.        | Afbeelding                                                    |
| --------------------------------------------------------------------------------------------- | -------------------------------------- | ------------------------------------------------------------------------- | -------------------------------------------------- | ----------------------------- | ---------- | ------------------------------------------------------------- |
| Woonhuizen                                                                                    | XIXb en 1907                           |                                                                           | Begijnenhofstraat 5 t/m 11                         | 50° 59' 55" NB, 5° 52' 2" OL  | 1883/GM126 | Upload foto                                                   |
| Winkel met bovenwoning                                                                        | XIXd                                   |                                                                           | Brandstraat 3 en 3A                                | 50° 59' 55" NB, 5° 51' 59" OL | 1883/GM128 | Upload foto                                                   |
| Winkel met bovenwoning                                                                        | XXa                                    |                                                                           | Brandstraat 15 en 15A                              | 50° 59' 55" NB, 5° 51' 58" OL | 1883/GM129 | Upload foto                                                   |
| Winkel met bovenwoning                                                                        | XIXd                                   |                                                                           | Brandstraat 28                                     | 50° 59' 55" NB, 5° 51' 56" OL | 1883/GM130 | Upload foto                                                   |
| Winkel / woonhuis                                                                             | ca. 1900                               |                                                                           | Brandstraat 32 en 34 (en Parklaan 2)               | 50° 59' 55" NB, 5° 51' 55" OL | 1883/GM131 | Upload foto                                                   |
| Voormalige tienschuur                                                                         | XVII                                   |                                                                           | Engelenhof 40A                                     | 50° 59' 52" NB, 5° 52' 22" OL | 1883/GM200 | Upload foto                                                   |
| Voormalige school                                                                             | 1920                                   | J. Beurskens                                                              | Engelenkampstraat 23 en 25                         | 50° 59' 43" NB, 5° 52' 15" OL | 1883/GM132 | Upload foto                                                   |
| Kantoor met bovenwoningen                                                                     | 1920                                   |                                                                           | Engelenkampstraat 45                               | 50° 59' 47" NB, 5° 52' 4" OL  | 1883/GM133 | Upload foto                                                   |
| Woonhuis                                                                                      | ca. 1930                               | J. Gärtner                                                                | Engelenkampstraat 57                               | 50° 59' 48" NB, 5° 52' 2" OL  | 1883/GM134 | Upload foto                                                   |
| Voormalig postkantoor                                                                         | 1934-1935                              | J. Crouwel                                                                | Engelenkampstraat 60 en 62                         | 50° 59' 46" NB, 5° 52' 3" OL  | 1883/GM135 | Voormalig postkantoor                                         |
| Voormalige paardenstallen (beneden) en feestzaal (boven) van hotel Limbourg, thans Phillokaal | XIXb                                   |                                                                           | Gats 1                                             | 50° 59' 54" NB, 5° 52' 12" OL | 1883/GM015 | Upload foto                                                   |
| Woonhuis                                                                                      | 1907                                   |                                                                           | Kapittelstraat 1                                   | 50° 59' 56" NB, 5° 52' 7" OL  | 1883/GM017 | Woonhuis                                                      |
| Woonhuizen                                                                                    | XVIIb                                  |                                                                           | Kerkepad 1,3 en 5                                  | 50° 59' 55" NB, 5° 52' 16" OL | 1883/GM147 | Upload foto                                                   |
| Woonhuizen                                                                                    | XIXb                                   |                                                                           | Kerkplein 16, 17 en 18                             | 50° 59' 56" NB, 5° 52' 7" OL  | 1883/GM148 | Upload foto                                                   |
| Voormalig kapittelhuis                                                                        | XVIII met oudere kern                  |                                                                           | Kloosterplein 2 en 2A t/m D                        | 50° 59' 58" NB, 5° 52' 10" OL | 1883/GM150 | Upload foto                                                   |
| Voormalige school, thans Jochem Erenshoes                                                     | XXa met oudere kern                    |                                                                           | Kloosterplein 3                                    | 50° 59' 58" NB, 5° 52' 8" OL  | 1883/GM151 | Upload foto                                                   |
| Voormalige school                                                                             | 1922                                   | J. Beurskens                                                              | Kloosterplein 5                                    | 50° 59' 58" NB, 5° 52' 8" OL  | 1883/GM152 | Upload foto                                                   |
| Voormalige tiendschuur                                                                        | XIXd, mogelijk oudere kern             |                                                                           | Kloosterplein 8                                    | 50° 59' 57" NB, 5° 52' 9" OL  | 1883/GM153 | Upload foto                                                   |
| Winkel met bovenwoning                                                                        | XIXb                                   |                                                                           | Limbrichterstraat 3                                | 50° 59' 53" NB, 5° 52' 11" OL | 1883/GM157 | Upload foto                                                   |
| Winkel / woonhuis                                                                             | XXa                                    |                                                                           | Limbrichterstraat 4 en 6                           | 50° 59' 53" NB, 5° 52' 11" OL | 1883/GM158 | Upload foto                                                   |
| Winkel met bovenwoning                                                                        | XXa                                    |                                                                           | Limbrichterstraat 7                                | 50° 59' 54" NB, 5° 52' 11" OL | 1883/GM159 | Upload foto                                                   |
| Winkel met bovenwoning                                                                        | XIXd                                   |                                                                           | Limbrichterstraat 12                               | 50° 59' 53" NB, 5° 52' 10" OL | 1883/GM160 | Upload foto                                                   |
| Winkel / woonhuis                                                                             | XIXa met oudere kern                   |                                                                           | Limbrichterstraat 17, 17A, 17B en 19               | 50° 59' 54" NB, 5° 52' 10" OL | 1883/GM161 | Upload foto                                                   |
| Winkel met bovenwoning                                                                        | XIXd                                   |                                                                           | Limbrichterstraat 20                               | 50° 59' 53" NB, 5° 52' 9" OL  | 1883/GM162 | Upload foto                                                   |
| Winkel met bovenwoning                                                                        | XIXd                                   |                                                                           | Limbrichterstraat 29                               | 50° 59' 54" NB, 5° 52' 8" OL  | 1883/GM163 | Upload foto                                                   |
| Winkel met bovenwoning                                                                        | ca. 1925                               |                                                                           | Limbrichterstraat 31                               | 50° 59' 54" NB, 5° 52' 7" OL  | 1883/GM164 | Upload foto                                                   |
| Winkel met bovenwoning                                                                        | XIXd                                   |                                                                           | Limbrichterstraat 35                               | 50° 59' 54" NB, 5° 52' 6" OL  | 1883/GM165 | Upload foto                                                   |
| Winkel met bovenwoning                                                                        | XXa met oudere kern                    |                                                                           | Limbrichterstraat 38                               | 50° 59' 53" NB, 5° 52' 6" OL  | 1883/GM166 | Upload foto                                                   |
| Winkel met bovenwoningen                                                                      | 1911                                   |                                                                           | Limbrichterstraat 39 en 41                         | 50° 59' 54" NB, 5° 52' 5" OL  | 1883/GM167 | Upload foto                                                   |
| Winkel met bovenwoning                                                                        | XIXd met mogelijk oudere kern          |                                                                           | Limbrichterstraat 40                               | 50° 59' 53" NB, 5° 52' 6" OL  | 1883/GM168 | Upload foto                                                   |
| Winkel met bovenwoning                                                                        | XIXb met mogelijk oudere kern          |                                                                           | Limbrichterstraat 44                               | 50° 59' 53" NB, 5° 52' 5" OL  | 1883/GM169 | Upload foto                                                   |
| Winkel met bovenwoning                                                                        | 1920                                   |                                                                           | Limbrichterstraat 51                               | 50° 59' 54" NB, 5° 52' 4" OL  | 1883/GM170 | Upload foto                                                   |
| Winkel met bovenwoning                                                                        | 1934                                   | J.J. Wielders                                                             | Limbrichterstraat 52 en 52A                        | 50° 59' 53" NB, 5° 52' 4" OL  | 1883/GM171 | Upload foto                                                   |
| Winkel / woonhuis                                                                             | ca. 1880 met mogelijk oudere kern      |                                                                           | Limbrichterstraat 60 en 60A                        | 50° 59' 54" NB, 5° 52' 2" OL  | 1883/GM172 | Winkel / woonhuis                                             |
| Winkel / woonhuis                                                                             | XXa mogelijk met oudere kern           |                                                                           | Limbrichterstraat 62 en 64A                        | 50° 59' 54" NB, 5° 52' 2" OL  | 1883/GM173 | Upload foto                                                   |
| Winkel met bovenwoning                                                                        | XIXd                                   |                                                                           | Limbrichterstraat 67                               | 50° 59' 54" NB, 5° 52' 2" OL  | 1883/GM174 | Upload foto                                                   |
| Winkel / woonhuis                                                                             | XIXd                                   |                                                                           | Limbrichterstraat 68                               | 50° 59' 54" NB, 5° 52' 1" OL  | 1883/GM175 | Upload foto                                                   |
| Winkel / woonhuis                                                                             | 1895                                   |                                                                           | Limbrichterstraat 69                               | 50° 59' 55" NB, 5° 52' 1" OL  | 1883/GM176 | Upload foto                                                   |
| Winkel met bovenwoning                                                                        | ca. 1900                               |                                                                           | Limbrichterstraat 71                               | 50° 59' 55" NB, 5° 52' 1" OL  | 1883/GM177 | Upload foto                                                   |
| Winkel met bovenwoning                                                                        | ca. 1900                               |                                                                           | Markt 14                                           | 50° 59' 52" NB, 5° 52' 11" OL | 1883/GM178 | Upload foto                                                   |
| Winkel met bovenwoningen                                                                      | 1899                                   |                                                                           | Markt 16 en 17 en Limbrichterstraat 2              | 50° 59' 53" NB, 5° 52' 12" OL | 1883/GM179 | Upload foto                                                   |
| Winkel met bovenwoningen                                                                      | gevel XIXb met oudere kern (XVI)       |                                                                           | Markt 19 en 19A en 19B                             | 50° 59' 53" NB, 5° 52' 12" OL | 1883/GM180 | Upload foto                                                   |
| Winkel met bovenwoning                                                                        | 1765, voorgevel XIXb                   |                                                                           | Markt 33                                           | 50° 59' 53" NB, 5° 52' 17" OL | 1883/GM181 | Upload foto                                                   |
| Winkel-woonhuis                                                                               | ca. 1900                               |                                                                           | Molenbeekstraat 3                                  | 50° 59' 52" NB, 5° 52' 11" OL | 1883/GM018 | Upload foto                                                   |
| Woonhuis                                                                                      | XIXa met mogelijk oudere kern          |                                                                           | Oude Markt 8                                       | 50° 59' 55" NB, 5° 52' 13" OL | 1883/GM188 | Upload foto                                                   |
| Woonhuis                                                                                      | XVIII met voorgevel uit ca. 1900       |                                                                           | Paardestraat 24                                    | 50° 59' 55" NB, 5° 52' 20" OL | 1883/GM190 | Upload foto                                                   |
| Winkel-woonhuis                                                                               | XIXd en XXa                            |                                                                           | Paardestraat 25                                    | 50° 59' 54" NB, 5° 52' 21" OL | 1883/GM019 | Upload foto                                                   |
| Winkel met bovenwoning                                                                        | XIX met mogelijk oudere kern           |                                                                           | Paardestraat 27                                    | 50° 59' 54" NB, 5° 52' 21" OL | 1883/GM191 | Upload foto                                                   |
| Voormalig koetshuis van Voorstad 2, thans woonhuis "Casa Mia"                                 | 1903                                   | oorspronkelijke architect onbekend; in 1938 verbouwing door J.J. Wielders | Parklaan 3 en 5                                    | 50° 59' 55" NB, 5° 51' 53" OL | 1883/GM192 | Voormalig koetshuis van Voorstad 2, thans woonhuis "Casa Mia" |
| Voormalig Bisschoppelijk College                                                              | 1908 met verbouwingen uit 1925 en 1929 | N.M. Ramakers (1908) en J.J. Wielders (1925 en 1929)                      | Parklaan 4 en 4a                                   | 50° 59' 52" NB, 5° 51' 54" OL | 1883/GM193 | Voormalig Bisschoppelijk College                              |
| Woonhuis                                                                                      | vóór 1800                              |                                                                           | Plakstraat 28                                      | 50° 59' 48" NB, 5° 52' 19" OL | 1883/GM197 | Upload foto                                                   |
| Woonhuis                                                                                      | vóór 1800                              |                                                                           | Plakstraat 30                                      | 50° 59' 50" NB, 5° 52' 14" OL | 1883/GM198 | Upload foto                                                   |
| Woonhuizen                                                                                    | XIXb                                   |                                                                           | Putstraat 21                                       | 50° 59' 51" NB, 5° 52' 19" OL | 1883/GM199 | Upload foto                                                   |
| Winkel met bovenwoningen                                                                      | ca. 1930                               |                                                                           | Putstraat 47                                       | 50° 59' 49" NB, 5° 52' 22" OL | 1883/GM201 | Upload foto                                                   |
| Winkel met bovenwoning                                                                        | XIXd met oudere kern                   |                                                                           | Putstraat 54                                       | 50° 59' 49" NB, 5° 52' 23" OL | 1883/GM202 | Upload foto                                                   |
| Woonhuis                                                                                      | XXa                                    |                                                                           | Putstraat 65                                       | 50° 59' 47" NB, 5° 52' 24" OL | 1883/GM203 | Upload foto                                                   |
| Woonhuis                                                                                      | XXa                                    |                                                                           | Putstraat 67                                       | 50° 59' 46" NB, 5° 52' 24" OL | 1883/GM204 | Upload foto                                                   |
| Woonhuis                                                                                      | XIXb                                   |                                                                           | Putstraat 89                                       | 50° 59' 44" NB, 5° 52' 26" OL | 1883/GM205 | Upload foto                                                   |
| Woonhuis                                                                                      | XIXb                                   |                                                                           | Putstraat 91                                       | 50° 59' 44" NB, 5° 52' 26" OL | 1883/GM206 | Upload foto                                                   |
| Woonhuizen                                                                                    | XIXb                                   |                                                                           | Putstraat 93, 95 en 97                             | 50° 59' 44" NB, 5° 52' 27" OL | 1883/GM207 | Upload foto                                                   |
| Woonhuizen                                                                                    | XIXd                                   |                                                                           | Rijksweg Zuid 17 en 19                             | 50° 59' 56" NB, 5° 51' 47" OL | 1883/GM209 | Upload foto                                                   |
| Woonhuizen                                                                                    | ca. 1915                               |                                                                           | Rijksweg Zuid 31 en 33                             | 50° 59' 52" NB, 5° 51' 42" OL | 1883/GM211 | Upload foto                                                   |
| Woonhuis "Bloemenhof"                                                                         | 1930                                   |                                                                           | Rijksweg Zuid 35                                   | 50° 59' 52" NB, 5° 51' 41" OL | 1883/GM212 | Upload foto                                                   |
| Woonhuis "Wolfs"                                                                              | ca. 1932                               | J.J. Wielders                                                             | Rijksweg Zuid 39                                   | 50° 59' 51" NB, 5° 51' 40" OL | 1883/GM213 | Upload foto                                                   |
| Woonhuis                                                                                      | 1938                                   |                                                                           | Rijksweg Zuid 41                                   | 50° 59' 50" NB, 5° 51' 39" OL | 1883/GM214 | Upload foto                                                   |
| Voormalige directeurswoning                                                                   | 1913                                   |                                                                           | Rijksweg Zuid 45                                   | 50° 59' 49" NB, 5° 51' 38" OL | 1883/GM215 | Upload foto                                                   |
| Woonhuis                                                                                      | ca. 1905                               |                                                                           | Stationsdwarsstraat 14                             | 51° 0' 9" NB, 5° 51' 36" OL   | 1883/GM219 | Upload foto                                                   |
| Woonhuis                                                                                      | XIX                                    |                                                                           | Stationsstraat 6                                   | 51° 0' 6" NB, 5° 51' 40" OL   | 1883/GM220 | Upload foto                                                   |
| Café "Onder de Linden" met bovenwoning                                                        | XIX en XXa                             |                                                                           | Stationsstraat 25                                  | 51° 0' 7" NB, 5° 51' 38" OL   | 1883/GM221 | Upload foto                                                   |
| Winkel met bovenwoning                                                                        | ca. 1905                               |                                                                           | Steenweg 36 en 36A                                 | 51° 0' 0" NB, 5° 51' 46" OL   | 1883/GM222 | Upload foto                                                   |
| Winkel met bovenwoning                                                                        | ca. 1900                               |                                                                           | Steenweg 38                                        | 51° 0' 0" NB, 5° 51' 46" OL   | 1883/GM223 | Upload foto                                                   |
| Winkels met bovenwoningen                                                                     | ca. 1895                               |                                                                           | Steenweg 56, 56A, 58, 58A en 58B                   | 51° 0' 2" NB, 5° 51' 45" OL   | 1883/GM224 | Upload foto                                                   |
| Winkel met bovenwoning                                                                        | ca. 1900                               |                                                                           | Voorstad 4                                         | 50° 59' 55" NB, 5° 51' 52" OL | 1883/GM230 | Upload foto                                                   |
| Voormalig Frans Klooster / Maaslandziekenhuis                                                 | 1905-1933                              | H.M. Bertrams, N.M. Ramakers en L. van der Laan                           | Walramstraat 23                                    | 51° 0' 5" NB, 5° 51' 48" OL   | 1883/GM231 | Voormalig Frans Klooster / Maaslandziekenhuis                 |
| Woonhuizen                                                                                    | 1950                                   |                                                                           | Walramstraat 31 en 33                              | 51° 0' 10" NB, 5° 51' 41" OL  | 1883/GM232 | Upload foto                                                   |
| Woonhuizen                                                                                    | 1934                                   | W.P.W. Schelberg                                                          | Walramstraat 52 en 54                              | 51° 0' 6" NB, 5° 51' 47" OL   | 1883/GM233 | Upload foto                                                   |
| Voormalig café "De Beierpöl"                                                                  | 1917                                   | J.J. Wielders                                                             | Wilhelminastraat 10                                | 50° 59' 52" NB, 5° 51' 48" OL | 1883/GM021 | Upload foto                                                   |
| Woonhuizen                                                                                    | 1953                                   | Ben schinkel                                                              | Wilhelminastraat 29 , 29-1, 29-2, 31, 31-1 en 31-2 | 50° 59' 57" NB, 5° 51' 43" OL | 1883/GM236 | Upload foto                                                   |

## Sanderbout
De wijk Sanderbout kent 1 gemeentelijk monument:
| Object                       | Bouwjaar | Architect | Locatie      | Coördinaten                   | Nr.        | Afbeelding  |
| ---------------------------- | -------- | --------- | ------------ | ----------------------------- | ---------- | ----------- |
| Voormalig seinwachtershuisje | ca. 1920 |           | Veestraat 72 | 50° 59' 24" NB, 5° 50' 40" OL | 1883/GM229 | Upload foto |

## Stadbroek
De wijk Stadbroek kent 5 gemeentelijke monumenten:
| Object                              | Bouwjaar | Architect        | Locatie                           | Coördinaten                  | Nr.        | Afbeelding                          |
| ----------------------------------- | -------- | ---------------- | --------------------------------- | ---------------------------- | ---------- | ----------------------------------- |
| Woonhuis                            | 1922     | W.P.W. Schelberg | Oudeweg 22                        | 51° 0' 11" NB, 5° 52' 46" OL | 1883/GM189 | Woonhuis                            |
| Woonhuis                            | 1950     |                  | Tudderenderweg 17                 | 51° 0' 1" NB, 5° 52' 30" OL  | 1883/GM225 | Upload foto                         |
| Trafohuisje                         | XXb      |                  | Tudderenderweg 137A               | 51° 0' 12" NB, 5° 52' 58" OL | 1883/GM226 | Upload foto                         |
| Vakwerkwoning                       | XVIIIb   |                  | Tudderenderweg 145                | 51° 0' 13" NB, 5° 52' 60" OL | 1883/GM020 | Vakwerkwoning                       |
| Voormalig grenskantoor / woonhuizen | XIXc     |                  | Tudderenderweg 212 en 212A en 214 | 51° 0' 27" NB, 5° 53' 14" OL | 1883/GM227 | Voormalig grenskantoor / woonhuizen |